# Francisco Martín Bolívar
Francisco Martín Bolívar (Santander, España, 1981), más conocido como Fran Martín, es un entrenador de fútbol español.

## Trayectoria
Fran Martín es natural de Santander y comenzó su trayectoria en los banquillos en las categorías inferiores del CF Bansander, al que dirigió a su equipo infantil en la temporada 2020-21.
En febrero de 2021, firma por la Sociedad Deportiva Atlético Albericia de Tercera Federación.
En la temporada 2021-22, se quedó a las puertas de acceder al play-off de ascenso a Segunda Federación, algo que si logró la temporada 2022-23, cuando terminó la liga regular en quinta posición.
El 27 de diciembre de 2023, firma como entrenador de la Real Sociedad Gimnástica de Torrelavega de Segunda Federación, tras la destitución de Sesi Fernández. El 16 de septiembre de 2024 presentó su dimisión después de la tercera jornada de liga, tras empezar la temporada 2024-25 con dos derrotas y un empate.

## Trayectoria como entrenador
| Club                      | País   | Año       |
| ------------------------- | ------ | --------- |
| S. D. Atlético Albericia  | España | 2021-2023 |
| Gimnástica de Torrelavega | España | 2024      |